# K2-24
K2-24 eller EPIC 203771098 är en ensam stjärna i den norra  delen av stjärnbilden Skorpionen. Den har en skenbar magnitud av ca 11,07 och kräver ett teleskop för att kunna observeras. Baserat på parallax enligt Gaia Data Release 3 på ca 5,83 mas, beräknas den befinna sig på ett avstånd på ca 560 ljusår (172 parsek) från solen. Den rör sig bort från solen med en heliocentrisk radialhastighet på ca 1,2 km/s.

## Observation
Två bekräftade transiterande exoplaneter är kända för att kretsa kring K2-24. Ett försök att upptäcka följeslagare med adaptiv optik på teleskopet vid Keck-observatoriet var negativt men senare observationer med framgångsrik avbildning med det danska 1,54 m-teleskopet vid La Silla-observatoriet upptäckte en möjlig följeslagare på 3,8 bågsekunders avstånd från K2-24. Detta objekt är över 8 magnituder svagare än K2-24 och har en färgtemperatur på 5 400 K, vilket är oförenligt med en bunden huvudserieföljeslagare.

## Egenskaper
K2-24 är en gul till vit stjärna i huvudserien av spektralklass G3 V med högra metallhalt än solen. Den har en massa som är ca 1,07 solmassa, en radie på ca 1,16 solradie och utsänder från dess fotosfär energi ungefär motsvarande solen vid en effektiv temperatur av ca 5 600 K.

## Planetsystem

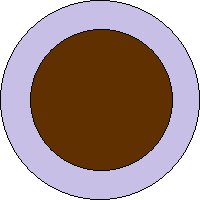
Den möjliga sammansättningen av K2-24 b och c, som består av en väte/helium atmosfär (lila) och en stenkärna (brun).

Erik A. Petigura et al. analyserade data som erhållits från  Keplerteleskopet under dess observation av K2 Campaign 2-fältet. De rapporterade upptäckten och bekräftelsen av planeterna K2-24 b och c. De planetariska signalerna upptäcktes oberoende av Andrew Vanderburg et al.
Planeterna har radier lika med 5,4 respktive 7,5 gånger jordradien. Detta placerar deras radie mellan Uranus och Saturnus. Med omloppsperiod på 20,9 och 42,4 dygn är planeterna inom 1 procent av medelrörelseresonansen 2:1. De låga observerade excentriciteterna och nära omloppsresonansen ger bevis angående bildningen och utvecklingen av systemet, vilket tyder på att de möjligen kan ha varit resultatet av gravitationsinteraktioner med en protoplanetär skiva. K2-24 c med 15,4 jordmassor är betydligt lättare än K2-24 b:s 19 jordmassor trots att den är en större planet. Det uppskattas att K2-24 b:s atmosfär utgör 26 procent av dess massa medan K2-24 c:s atmosfär utgör 52 procent. Den nuvarande modellen av kärnförsedd ansamling förutspår att skenande ackretion bör ske när en planet når ungefär 50 procent av atmosfären i massa, vilket gör K2-24 c till ett potentiellt fall för modellen.
En transitobservation av K2-24 b med Hubbleteleskopets Wide Field Camera 3 tyder på förekomst av hög mängd av ammoniak, men hittade inga bevis för vatten.
| Planet          | Massa         | Halv storaxel (AE) | Siderisk omloppstid (d) | Excentricitet | Inklination       | Radie         |
| --------------- | ------------- | ------------------ | ----------------------- | ------------- | ----------------- | ------------- |
| b               | 19,0 ± 2,1 M🜨 | 0,154 ± 0,02       | 20,88977 ± 0,00034      | 0,06 ± 0,01   | 89,25 +0,49−0,61° | 5,4 ± 0,2 R🜨  |
| c               | 15,4 ± 1,8 M🜨 | 0,247 ± 0,004      | 42,3391 ± 0,0012        | <0,05         | 89,76 +0,18−0,21° | 7,5 ± 0,61 R🜨 |
| 03 (obekräftad) | -             | -                  | -                       | -             | -                 | 7,5 ± 0,61 R🜨 |